# 7.62 Tkiv 85
O 7.62 TKIV 85, abreviatura de 7.62 Tarkkuuskivääri 85 (fuzil de precisão 85 7,62) é um fuzil de precisão de ação por ferrolho usado pelas Forças de Defesa da Finlândia.
É derivado do Mosin-Nagant, tendo a Finlândia produzido vários derivados do fuzil. O projeto foi feito em 1984 pela Valmet, que também fabricou novos canos para esses fuzis. Os fuzis foram montados entre 1984 e 1985 pelo Asevarikko 1 ("Arsenal 1") das Forças de Defesa da Finlândia (FDF) em Kuopio, na Finlândia. O fuzil de precisão 7,62 TKIV 85 foi extensivamente modificado, mantendo o uso do ferrolho estilo Mosin-Nagant.
Uma característica exclusiva do 7,62 TKIV 85 é sua câmara para o cartucho 7,62×53mmR. Nenhuma outra arma de fogo militar atualmente em uso possui câmara para este cartucho finlandês exclusivo. Armas de fogo de fabricação russa usadas pela FDF, como o fuzil de precisão Dragunov e a metralhadora PKM, possuem câmara para o cartucho 7,62×54mmR. O procedimento operacional padrão exige o uso de cartuchos 7,62×54mmR em fuzis 7,62 TKIV 85 apenas em situações de emergência, quando a munição 7,62×53mmR não estiver disponível. A razão para isso é a diferença de 7,85 mm no diâmetro do projétil no 7,62×53mmR em relação aos 7,92 mm no 7,62×54mmR. Alguns cartuchos 7,62×53mmR também foram carregados com um projétil intermediário de 7,88 mm de diâmetro.
Em 25 de maio de 2020, a SAKO e as Forças de Defesa da Finlândia assinaram uma carta de intenções referente à pesquisa e ao desenvolvimento de uma família de fuzis para substituir os fuzis de precisão TKIV 85 e Dragunov. A versão de fuzil de precisão do Sako M23 é o 7,62 TKIV 23.